# 农业工程

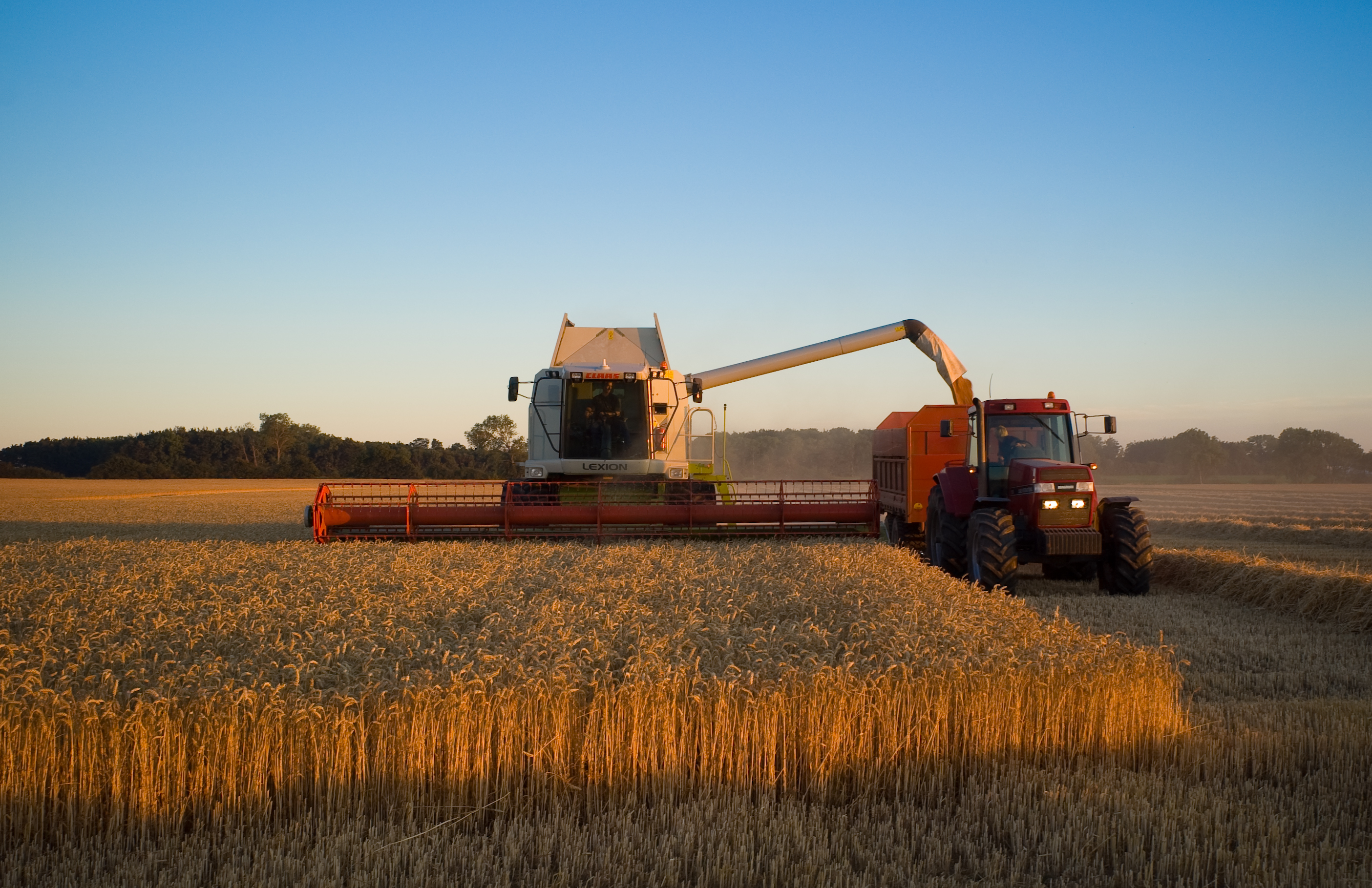
自動化收割機的精耕細作

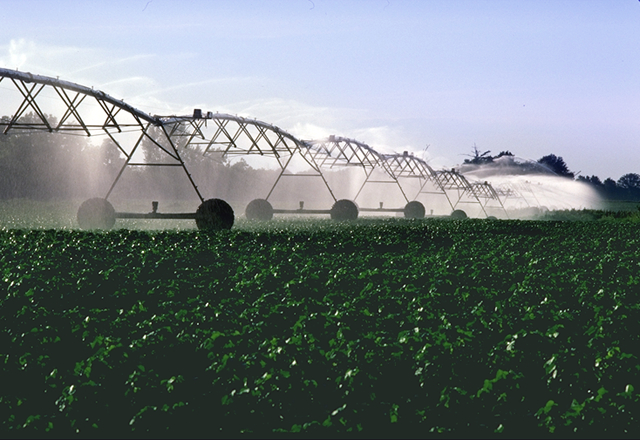
自動化棉花種植法

农业工程是把工程科学和技术知识使用于农业生产，加工以及農村生活環境改善與生態維護的工程学科。农业工程学科结合动物生物学、植物生物学和机械、土木、化学工程的知识和原理，研究农业机械化、自动化和电气化，农业水土资源的保护和利用，食品和农产品加工和保鲜，和农业生物环境优化与能源工程等。截至2010年，根据US.News的排名，美国排名第一的农业工程位于伊利诺伊大学香槟分校（Urbana-Champaign）。2013年，US.News的排名，美国农业与生物系统工程专业排名第一的是普渡大学。

## 领域
农业工程师从事的专业包括：
- 现代农业生产系统中的机械化，包括农村农业机械化发展，农业机械和设备的设计、试验及维修等。如今更是紧密结合机器人技术发展智能化农业机器人。
- 作物生产工程，包括播种、耕作、灌溉和土壤和水资源的保护。
- 动物生产工程，包括家禽的保健，家禽、鱼和奶的生产和管理。
- 食品和农产品加工工程，包括食品和生物加工技术，食品安全，粮食、油脂、水产品、畜产品和果蔬加工储藏，和食品机械与包装技术。
- 农业生物环境与能源工程，包括农业生物环境及其工程的优化，农村生态环境管理和现代农村能源系统的建立。

農業工程之技術領域也包括：
- 農田灌溉排水
- 農地重劃
- 邊際土地開發利用
- 農路建設改善
- 農村建築
- 農村規劃
- 農村基礎建設
- 農村生活環境改善
- 農業廢棄物處理
- 農業水污染防治
- 農業機械化
- 農業之設施建造
- 農產品運輸環境條件改善
- 農產品收穫後處理
- 農田水利管理設施機械化與自動化
- 牧柵、畜舍設施、畜牧給水設施
- 漁業給排水設施
- 治山防洪及水土保持工程生態化